# Tous les chats sont gris (film, 2010)
Pour le film belge, voir Tous les chats sont gris.
Pour plus de détails, voir Fiche technique et Distribution.
Tous les chats sont gris (Paha perhe) est un film finlandais réalisé par Aleksi Salmenperä, sorti en 2010.

## Synopsis
Tilda, la fille de Mikael, un juge respecté, réapparaît et perturbe l'équilibre familial.

## Fiche technique
- Titre : Tous les chats sont gris
- Titre original : Paha perhe
- Réalisation : Aleksi Salmenperä
- Scénario : Aleksi Salmenperä
- Musique : Ville Tanttu
- Photographie : Tuomo Hutri
- Montage : Samu Heikkilä
- Production : Aki Kaurismäki
- Société de production : Sputnik et Yleisradio
- Société de distribution : Jour2Fête (France)
- Pays :  Finlande
- Genre : Drame
- Durée : 95 minutes
- Dates de sortie : 
  -  Finlande : 29 janvier 2010
  -  France : 30 mars 2011

## Distribution
- Ville Virtanen : Mikael Lindgren
- Lauri Tilkanen : Daniel « Dani »
- Pihla Viitala : Tilda
- Vera Kiiskinen : Laura
- Niki Seppälä : Milo
- Ismo Kallio : Jaan
- Tomi Salmela : Kari
- Reino Nordin : Samuli
- Sara Paavolainen : Anna
- Asko Sarkola : Erik
- Pertti Sveholm : Jaakko
- Henriikka Salo : Seija

## Distinctions
Le film a été nommé pour trois Jussis et a reçu celui du meilleur acteur pour Ville Virtanen.